# Епархия Ливингстона
Епархия Ливингстона (лат. Dioecesis Livingstonensis) — епархия Римско-католической церкви с центром в городе Ливингстон, Замбия. Епархия Ливингстона входит в митрополию Лусаки. Кафедральным собором епархии Ливингстона является церковь святой Терезы.

## История
25 мая 1936 года Римский папа Пий XI издал буллу «Quo in Rhodesiae Septentrionalis», которой учредил апостольскую префектуру Виктории-Фоллса, выделив её из апостольской префектуры Брокен-Хилла (сегодня — архиепархия Лусаки).
10 марта 1950 года Римский папа Пий XII издал буллу «Si qua enascens», которой преобразовал апостольскую префектуру Виктории-Фоллса в апостольский викариат Ливингстона.
25 апреля 1959 года Римский папа Иоанн XXIII издал буллу «Cum christiana fides», которой преобразовал апостольский викариат Ливингстона в епархию.
14 июня 1997 года епархия Ливингстона передала часть своей территории для создания епархии Монгу.

## Ординарии епархии
- священник Vincent Joseph Flynn, O.F.M.Cap.[1] (28.07.1936 — 10.03.1950);
- епископ Timothy Phelim O'Shea, O.F.M.Cap. (24.05.1950 — 1974);
- епископ Adrian Mung'andu (18.11.1974 — 9.01.1984), назначен архиепископом Лусаки;
- епископ Raymond Mpezele (3.05.1985 — по настоящее время).

## Источник
- Annuario Pontificio, Libreria Editrice Vaticana, Città del Vaticano, 2003, ISBN 88-209-7422-3
- Булла Quo in Rhodesiae Septentrionalis, AAS 28 (1936), стр. 455  (лат.)
- Булла Si qua enascens, AAS 42 (1950), стр. 541  (лат.)
- Булла Cum christiana fides  (лат.)